# Danske mesterskaber i atletik 1894
Danske mesterskaber i atletik 1894 var det første Danske mesterskaber i atletik. Kun en disiplin 1 mile løb var med på programmet.
| Disciplin | Guld                                     | Sølv                                      | Bronze                                    |
| --------- | ---------------------------------------- | ----------------------------------------- | ----------------------------------------- |
| 1 mile    | Marius E. Jørgensen Københavns FF 4:48.4 | Axel Valdemar Hansen Københavns FF 5:08.0 | Christian "C" Christensen Københavns FF ? |